# Baby Let's Play House/I'm Left, You're Right, She's Gone
Baby Let's Play House/I'm Left, You're Right, She's Gone è il quarto singolo del cantante statunitense Elvis Presley, pubblicato il 10 aprile 1955. Fu il primo disco di Elvis Presley ad entrare nella classifica nazionale arrivando al quinto posto della "Billboard Country Singles" nel luglio 1955.

## Descrizione
Baby, Let's Play House, è stata scritta da Arthur Gunter, registrata nel 1954 dallo stesso per la Excello Records. La versione di Presley è molto differente dall'originale: Elvis comincia la canzone con un ritornello, mentre Gunter dal primo verso, ma soprattutto sostituisce la frase «You may get religion» (letteralmente "puoi avere la religione") con le parole «You may have a Pink Cadillac» (letteralmente "puoi avere una Cadillac Rosa"), riferendosi alla sua Cadillac personalizzata comprata nel 1955 ed usata per gli spostamenti della band a quel tempo.
Sul lato B invece venne incisa I'm Left, You're Right, She's Gone, il primo brano scritto appositamente per Elvis e da lui inciso; gli autori Stan Kesler e William Taylor erano due componenti dei Snearly Ranch Boys, gruppo che incideva per la stessa etichetta, la Sun; i due si basarono su un jingle pubblicitario. Giorgio Moroder incise una cover di questa canzone nell'album del 1977 From Here to Eternity

## Tracce
1. Baby Let's Play House – 2:15 (Arthur Gunter)
2. I'm Left, You're Right, She's Gone – 2:34 (Stan Kesler-William Taylor)

## Formazione
- Elvis Presley – voce solista, chitarra acustica ritmica
- Scotty Moore – chitarra elettrica solista
- Bill Black – basso